# Steatoda perakensis
Steatoda perakensis är en spindelart som beskrevs av Simon 1901. Steatoda perakensis ingår i släktet vaxspindlar, och familjen klotspindlar. Inga underarter finns listade i Catalogue of Life.